# Проценко Сергій Петрович
Сергій Петрович Проценко (рос. Сергей Петрович Проценко; нар. 1912, Царицин, Російська імперія — пом. 1971, Волгоград, РРФСР) — російський радянський футболіст, лівий крайній та напівсередній нападник.

## Життєпис
Народився в Царицині. Вихованець заводської команди «Червоний Жовтень». Більшу частину своєї кар'єри провів у сталинградских командах. Став відомий, завдяки зв'язці нападників сталінградського «Трактора», яка отримала назву «Три П»: лівий напівсередній Проценко - центрфорвард Пономарьов - правий напівсередній Проворнов, які загалом у 1938-1940 роки в чемпіонаті СРСР забили 94 м'ячі.

## Статистика виступів

### Клубна
| Команда                 | Сезон   | Чемпіонат | Чемпіонат | Чемпіонат | Кубок | Кубок | Загалом | Загалом |
| Команда                 | Сезон   | Рів.      | Матчі     | Голи      | Матчі | Голи  | Матчі   | Голи    |
| ----------------------- | ------- | --------- | --------- | --------- | ----- | ----- | ------- | ------- |
| «Металург» (Сталінград) | 1937    | V         | 10        | 5         | 1     | 1*    | 11      | 6*      |
| «Трактор» (Сталінград)  | 1938    | I         | 23        | 13        | 0     | 0     | 23      | 13      |
| «Трактор» (Сталінград)  | 1939    | I         | 25        | 11        | 1     | 0     | 26      | 11      |
| «Трактор» (Сталінград)  | 1940    | I         | 22        | 7         | —     | —     | 22      | 7       |
| «Трактор» (Сталінград)  | Загалом | Загалом   | 70        | 31        | 1     | 0     | 71      | 31      |
| «Профспілки-1» (Москва) | 1941    | I         | 3         | 0         | —     | —     | 3       | 0       |
| «Стахановець» (Сталіно) | 1945    | II        | 3         | 0         | 2     | 0     | 5       | 0       |
| «Харчовик» (Москва)     | 1946    | II        | 15        | ?         | —     | —     | 15      | ?       |
| Загалом                 | Загалом | Загалом   | 101       | 36*       | 4     | 1*    | 105     | 37*     |

Примітка: позначкою * відзначені колонки, дані в яких можливо неповні.

## Досягнення
- Друга група чемпіонату СРСР
  -  Чемпіон (1): 1946 (східна підгрупа)